# NGC 4859
NGC 4859 é uma galáxia espiral (S0-a) localizada na direcção da constelação de Coma Berenices. Possui uma declinação de +26° 48' 56" e uma ascensão recta de 12 horas, 59 minutos e 01,9 segundos.
A galáxia NGC 4859 foi descoberta em 21 de Abril de 1865 por Heinrich Louis d'Arrest.